# Volvo EX30
La Volvo EX30 è un'autovettura prodotta dalla casa automobilistica svedese Volvo a partire dal 2023.

## Descrizione

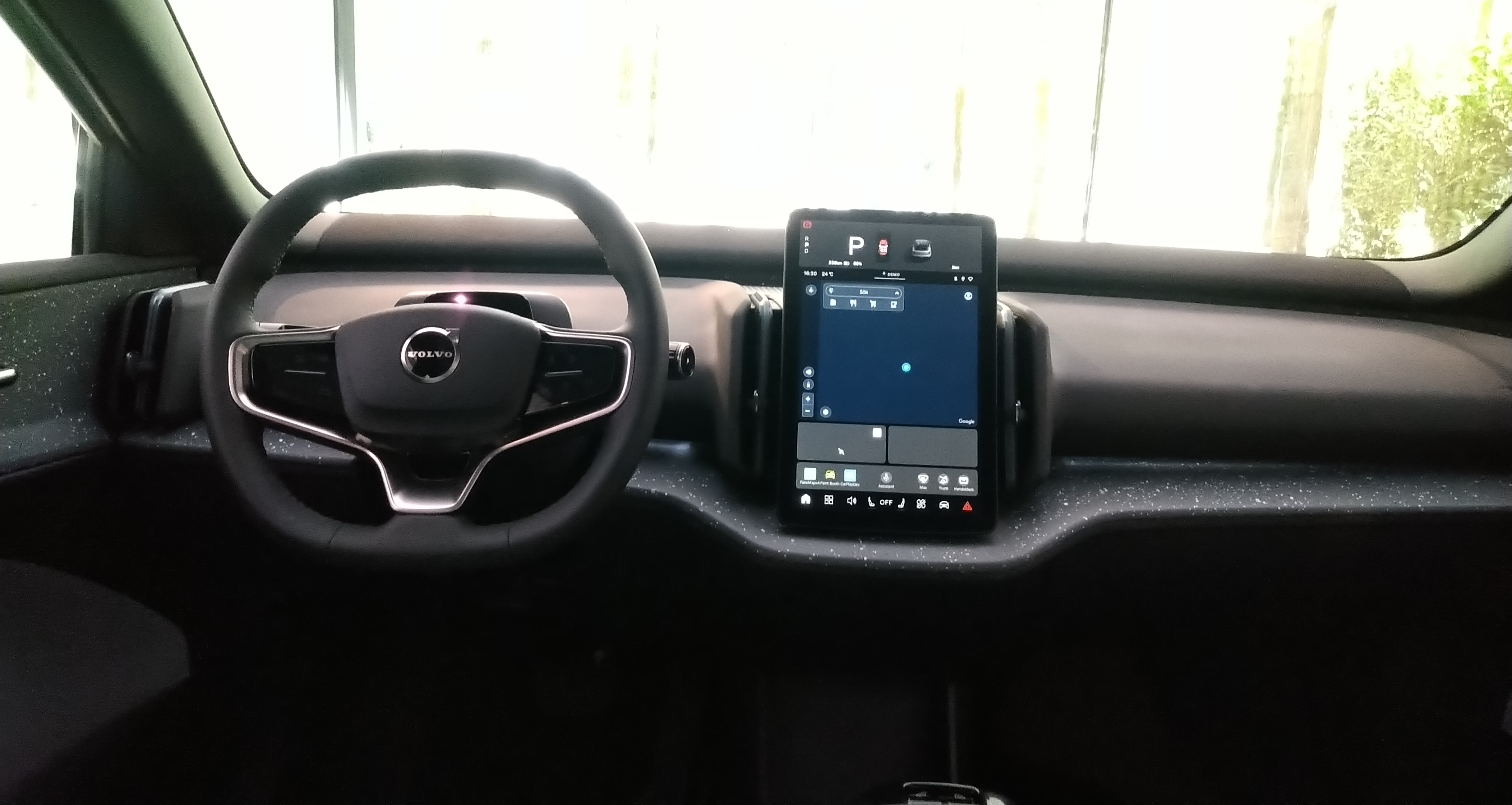
Plancia e posto guida

Nel novembre 2022, l'EX30 è stata mostrata in alcune immagini teaser insieme alla Volvo EX90.
Presentata in un evento riservato esclusivamente alla stampa di settore il 7 giugno 2023, la EX30 condivide sia il telaio che la meccanica con le Zeekr X e Smart #1, che adottano propulsori simili, sviluppati tutti sulla medesima piattaforma SEA della Geely.
All'interno il display centrale in stile tablet da 12,3" è completamente personalizzabile; inoltre l'abitacolo è dotato di ricarica wireless per i telefoni e di USB-C, nonché una presa di corrente da 12 volt nel bagagliaio.
A spingere la vettura c'è un propulsore elettrico è del tipo sincrono a magneti permanenti, abbinato a due taglie di batteria da 51 kWh al LFP (litio ferro fosfato) o da 69 kWh al NMC (litio nickel manganese cobalto).
La vettura è disponibile in due versioni: una a trazione posteriore monomotore e un'altra integrale con doppio motore posto ciascuno su ambedue gli assi; nella versione più potente l'EX30 ha un'accelerazione nello 0 a 100 km/h in 3,6 secondi e una velocità massima è di 180 km/h.